# Александров, Виктор Васильевич (учёный)
Виктор Васильевич Александров — советский инженер и конструктор, учёный, лауреат Сталинской премии.
Постановлением Совета Министров СССР от 17 декабря 1948 г. было организовано Специальное конструкторское бюро № 245 (СКБ-245), находившееся в подчинении Министерства машиностроения и приборостроения СССР (ММиП).
Его основной задачей было создание средств вычислительной техники по следующим тематическим направлениям:
- универсальные и специализированные электронные математические машины дискретного действия;
- универсальные и специализированные электронные математические машины непрерывного действия;
- дифференциальные анализаторы;
- полупроводниковые элементы.

Начальником СКБ-245 был назначен Лесечко Михаил Авксентьевич, главным инженером — заместителем начальника по научной работе стал Виктор Васильевич Александров.
В 1951 году М. Лесечко, В. Александров и А. Шилейко создали машину «Стрела».
В 1954 г. М. А. Лесечко стал заместителем министра машиностроения и приборостроения, а начальником СКБ-245 назначили Александрова.
После преобразования СКБ-245 в НИИ электронных машин (1958) Александров стал директором НИЭМ и работал в этой должности до 1960 г. (его сменил Крутовских Сергей Аркадьевич).
Дальнейшая биография В. В. Александрова пока не выяснена.
Сталинская премия за 1953 год (по Постановлению от 22.10.1954) - за участие в разработке ЭВМ Стрела.